# Ostrogota
Ostrogota, také Ariadna (480 – před rokem 516), byla ostrogótská princezna, dcera Theodoricha Velikého a burgundská královna, manželka krále Zikmunda.
Ostrogota byla dcerou neznámé ženy, kterou historik Jordanes označil jako Theodorichovu konkubínu, oproti Anonymu Valesianovi, který ji označil jako Theodorichovu manželku. Jordanes také zmínil její sestru jménem Theudigota. Obě prý byly počaté před rokem 489, během Theodorichova pobytu v Moesii.
Ostrogota byla pravděpodobně pokřtěna v Konstantinopoli jménem Ariadne či Ariagne, po Ariadne, manželce východořímského císaře Zenona. Aby se odlišila od císařovny, dostala přezdívku Ostrogota a tento epiteton nakonec překryl její skutečné jméno.
Ostrogota a její sestra doprovázely Theodoricha na cestě do Konstantinopole i na jeho tažení do Odoakerova království v Itálii. Během bojů proti Odoakerovi je otec ponechal v Ticinu. Když ovládl Odoacerovo území, oženil v roce 494 Ostrogotu se Zikmundem, synem burgundského krále Gundobada. Sňatkem se Zikmundem chtěl Theuderich upevnit spojenectví s Burgundy. V manželství měla nejméně dvě děti, Sigericha a dceru Suavegottu, která byla spolu se Sigerichem roku 516 nebo 517 pokřtěna. Suavegotta byla provdána za franského krále Theudericha I. a Sigerich byl v roce 522 na příkaz svého otce Zikmunda uškrcen. Jeho druhá manželka, kterou si vzal po Ostrogotině smrti, ho přesvědčila o tom, že jeho syn Sigerich ho chce svrhnout.